# Макджі
Джозеф Макгінті Нікол (англ. Joseph McGinty Nichol; нар. 9 серпня 1968), відомий як Макджі (англ. McG), — американський кінорежисер і продюсер, колишній музичний продюсер. Розпочав кар'єру в музичній індустрії як режисер музичних відеокліпів та продюсер альбомів. Як кінорежисер здобув популярність своїм першим фільмом «Янголи Чарлі» (2000).
Макджі — режисер таких фільмів, як продовження «Янголи Чарлі: Повний вперед» (2003), «Термінатор: Спасіння прийде» (2009), «Отже, війна» (2012), «Няня» (2017) та «Няня: Королева вбивць» (2020), є співавтором телесеріалу «Fastlane» та виконавчим продюсером інших популярних проєктів: «Чужа сім'я», «Чак», «Надприродне».
Власник продюсерської компанії Wonderland Sound and Vision, заснованої в 2001 році, яка керує виробництвом фільмів та телевізійних шоу, над якими працює Макджі, починаючи від «Янголів Чарлі: Повний вперед».

## Біографія
Народився 9 серпня 1968 року в містечку Каламазу, штат Мічиган. Після народження Джозефа його батьки переїхали в Каліфорнію в Ньюпорт-Біч.
Навчався в відділенні Каліфорнійського Університету в місті Ірвайн, де здобув ступінь бакалавра психології.
З часом взявся до виробництва роликів, випустив для Sugar Ray відео на пісню «Fly», «Every Morning», для Fastball — «The Way», для групи Smash Mouth — кліпи «Walkin' On the Sun» і «All Star», а для групи The Offspring — кліп «Pretty Fly (for a White Guy)».
Також володіє власною продюсерською компанією Wonderland Sound and Vision, що була заснована у 2001 році, а також здійснює контроль над виробництвом фільмів і телесеріалів, над якими він працює, починаючи з «Янголи Чарлі 2» (2003).
Після ряду праць запропонували зняти продовження фантастичної стрічки «Термінатор». Стрічка вийшла на екрани в травні 2009 року під назвою «Термінатор: Спасіння прийде».

## Фільмографія
| Кино        | Кино                                                 | Кино            | Кино            | Кино            | Кино                                                |
| Рік         | Назва                                                | Бере участь як  | Бере участь як  | Бере участь як  | Примітки                                            |
| Рік         | Назва                                                | Режисер         | Продюсер        | Сценарист       | Примітки                                            |
| ----------- | ---------------------------------------------------- | --------------- | --------------- | --------------- | --------------------------------------------------- |
| 2000        | Янголи Чарлі                                         | Так             | Ні              | Ні              |                                                     |
| 2003        | Янголи Чарлі: Повний вперед                          | Так             | Ні              | Ні              |                                                     |
| 2006        | Лишитися живим                                       | Ні              | Так             | Ні              |                                                     |
| 2006        | Ми — одна команда                                    | Так             | Так             | Ні              |                                                     |
| 2009        | Термінатор: Спасіння прийде                          | Так             | Ні              | Ні              |                                                     |
| 2010        | Fantasyland                                          | Ні              | Так             | Ні              |                                                     |
| 2012        | Отже, війна                                          | Так             | Так             | Ні              |                                                     |
| 2012        | Медальйон                                            | Ні              | Так             | Ні              |                                                     |
| 2012        | Ouija                                                | Так             | Ні              | Ні              | Не реалізований                                     |
| 2014        | Три дні на вбивство                                  | Так             | Ні              | Ні              |                                                     |
| 2015        | Простачка                                            | Ні              | Так             | Ні              |                                                     |
| 2017        | Нянька                                               | Так             | Так             | Ні              |                                                     |
| 2019        | Рубіж світу                                          | Так             | Так             | Ні              |                                                     |
| 2019        | Висока дівчина                                       | Ні              | Так             | Ні              |                                                     |
| 2020        | Нянька: Королева убивць                              | Так             | Так             | Ні              |                                                     |
| 2024        | Огидні                                               | Так             | Ні              | Ні              |                                                     |
| Телебачення |                                                      |                 |                 |                 |                                                     |
| Рік         | Назва                                                | Бере участь как | Бере участь как | Бере участь как | Примітки                                            |
| Рік         | Назва                                                | Режисер         | Продюсер        | Сценарист       | Примітки                                            |
| 2002        | Fastlane                                             | Так             | Так             | Так             | Писав сценарій і режисирував тільки пілотний випуск |
| 2003-07     | «Чужа сім'я»                                         | Ні              | Так             | Ні              |                                                     |
| 2004        | The Mountain                                         | Ні              | Так             | Ні              |                                                     |
| с 2005      | Надприродне                                          | Ні              | Так             | Ні              |                                                     |
| 2007        | Pussycat Dolls Present: The Search For the Next Doll | Ні              | Так             | Ні              |                                                     |
| 2007- 2012  | Чак                                                  | Так             | Так             | Ні              | Режисировав тільки пілотний випуск                  |
| 2008        | Pussycat Dolls Present: Girlicious                   | Ні              | Так             | Ні              |                                                     |
| 2008        | Sorority Forever                                     | Ні              | Так             | Ні              | Вебсеріал                                           |
| 2010        | Exposed                                              | Ні              | Так             | Ні              | Вебсеріал                                           |
| 2010-11     | Жива мішень                                          | Ні              | Так             | Ні              |                                                     |
| с 2010      | Ghostfacers                                          | Ні              | Так             | Ні              | Вебсеріал                                           |
| с 2010      | Нікіта                                               | Ні              | Так             | Ні              |                                                     |
| 2011        | Aim High                                             | Ні              | Так             | Ні              | Вебсеріал                                           |
| 2013        | Західна сторона                                      | Так             | Так             | Ні              |                                                     |
| 2014-2016   | Таємниці Лаури                                       | Так             | Так             | Ні              | виконавчий продюсер (32 епізоду)                    |
| 2015        | Хлопець з роботи                                     | Так             | Так             | Ні              | виконавчий продюсер (7 епізодів)                    |
| 2016        | Сутінкові мисливці                                   | Так             | Так             | Ні              | виконавчий продюсер (2 епізода)                     |
| 2016        | Смертельна зброя                                     | Так             | Так             | Ні              | виконавчий продюсер                                 |